# Алан Раф
Алан Раф (англ. Alan Rough, нар. 25 листопада 1951, Глазго) — англійський футболіст, що грав на позиції воротаря, зокрема, за клуби «Партік Тісл» та «Гіберніан», а також національну збірну Шотландії.
Володар Кубка шотландської ліги. Чемпіон Шотландії. Володар Кубка Шотландії. 

## Клубна кар'єра
У дорослому футболі дебютував 1969 року виступами за команду клубу «Партік Тісл», в якій провів тринадцять сезонів, взявши участь у 410 матчах чемпіонату.  Більшість часу, проведеного у складі «Партік Тісл», був основним гравцем команди, яка здебільшого балансувала між найвищим і другим за силою шотландськими дивізіонами. 1972 року допоміг команді здобути Кубок шотландської ліги.
1982 року за 60 тисяч фунтів поповнив лави команди клубу «Гіберніан». Відіграв за команду з Единбурга наступні шість сезонів своєї ігрової кар'єри. Граючи у складі «Гіберніана» також здебільшого виходив на поле в основному складі команди.
Залишивши «Гіберніан» у 1988 році, ненадовго приєднався до лав «Селтіка», де захищав ворота команди протягом періоду відновлення від травми Паккі Боннера, основного голкіпера «кельтів». Ці нетривалі виступи за одну з провідних команд Шотландії дозволили досвідченому воротарю додати до своїх досягнень титули чемпіона Шотландії і володаря національного кубка.
Також наприкінці 1980-х провів по декілька ігор за американський «Орландо Лайонс» та на батьківщині у складі «Гамільтон Академікал» і «Ейр Юнайтед», після чого завершив ігрову кар'єру.

## Виступи за збірну
1976 року дебютував в офіційних матчах у складі національної збірної Шотландії. Відтоді на наступні сім років представник скромного «Партік Тісл» став основним голкіпером «тартанових».
Зокрема був основним незмінним воротарем команди на чемпіонаті світу 1978 в Аргентині та чемпіонаті світу 1982 в Іспанії. На обох цих турнірах шотландці демонстрували непогану гру, утім не змогли подолати груповий етап, в обох випадках поступившись у боротьбі за вихід до плей-оф лише за рахунок гіршої різниці голів, відповідно збірним Нідерландів і СРСР. Ще за чотири роки поїхав на свій третій чемпіонат світу до Мексики, утім цього разу вже був резервним голкіпером, програвши конкуренцію значно молодшому Джиму Лейтону.
Загалом протягом кар'єри у національній команді, яка тривала 11 років, провів у її формі 53 матчі, у 16 з яких відстояв «на нуль». На момент завершення виступів за збірну був рекордсменом серед воротарів за кількістю проведених у її складі ігор, згодом досягнення Рафа було перевершене все тим же Лейтоном.

## Титули і досягнення
- Володар Кубка шотландської ліги (1):

«Партік Тісл»: 1971-1972
- Чемпіон Шотландії (1):

«Селтік»: 1987-1988
- Володар Кубка Шотландії (1):

«Селтік»: 1987-1988